# Dendrotoxin

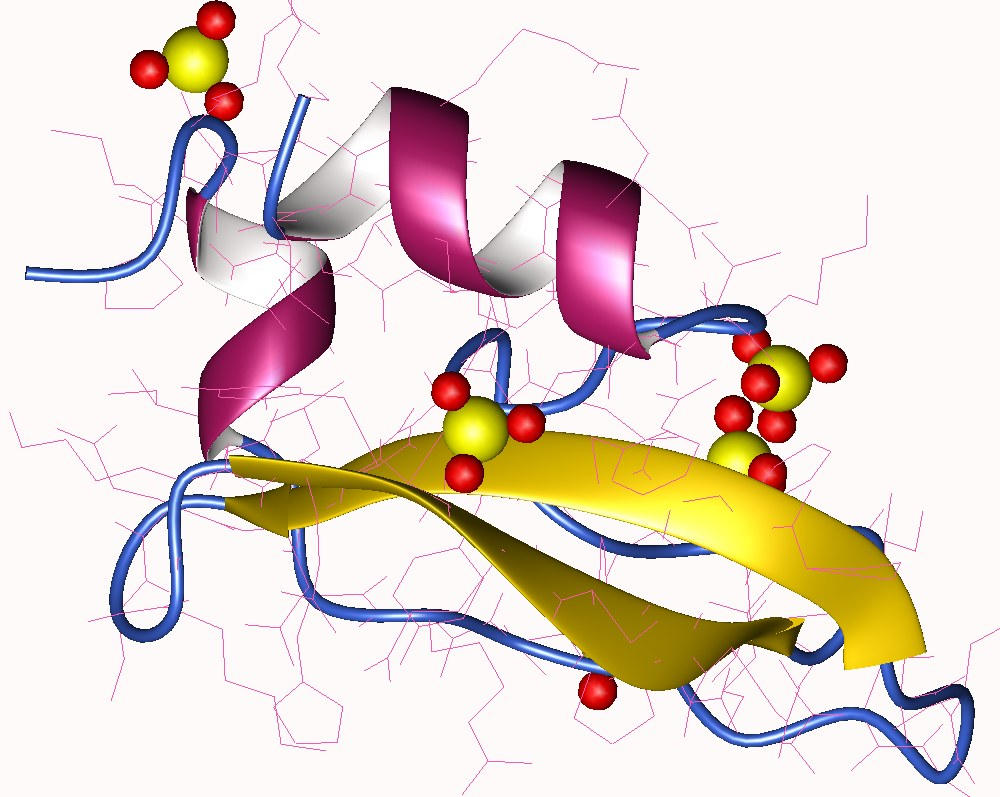
alfa dendrotoxin

Dendrotoxiny jsou třídou presynaptických neurotoxinů produkovaných mambami (Dendroaspis), které blokují specifické podtypy draslíkových kanálů s jádrem napětí v neuronech, čímž se zvyšuje uvolňování acetylcholinu v neuromuskulárních křižovatkách. Vzhledem k jejich vysoké účinnosti a selektivitě pro draslíkové kanály se dendrotoxiny ukázaly jako velmi užitečné farmakologické nástroje pro studium struktury a funkce těchto iontových kanálových proteinů.